# FourCC
Een FourCC is een reeks van vier bytes gebruikt om dataformaten te identificeren. 
Het is een idee dat al eerder ontstond bij het OSType schema dat toen gebruikt werd in Mac OS. Het werd overgenomen door Electronic Arts die met het idee een nieuw formaat, Interchange File Format, uitvond en toepaste op het Amiga-platform. Er zijn verschillende IFF-afgeleide formaten. Het idee werd later hergebruikt om gecomprimeerde datatypes te identificeren in QuickTime en DirectShow (onderdeel van DirectX).

## Geschiedenis
In 1985 introduceerde Electronic Arts het Interchange File Format (IFF) meta-formaat (formatenfamilie), oorspronkelijk bedacht voor gebruik met Amiga. Deze bestanden bestonden uit een opeenvolging van gegevensblokken die willekeurige data konden bevatten, elk gegevensblok voorafgegaand door een vier-byte ID. De IFF specificatie vermeldt uitdrukkelijk dat de oorsprong van het FourCC idee ligt bij Apple (vanwege het OSType schema).
IFF wordt toegepast door enkele bedrijven waaronder Apple voor AIFF bestanden en Microsoft voor RIFF bestanden (die aan de basis liggen van AVI en WAV). Apple verwijst naar vier-byte identifiers als OSTypes, Microsoft noemt het liever FourCC's of Four Character Codes. FourCC codes worden gebruikt door Microsoft om gegevensformaten te identificeren in DirectShow en DirectX Graphics (onderdelen van DirectX).

## Toepassingen
- PNG
- AVI
- Quicktime
- RealMedia
- MIDI

## Trivia
- De naam van FourCC is letterlijk Engels voor Four Character Code